# Club Social de Deportes Rangers de Talca
El Club Social de Deportes Rangers de Talca és un club de futbol xilè de la ciutat de Talca.

## Història
El club va ser fundat el 2 de novembre de 1902. El nom del club, Rangers, fou escollit per l'anglès Juan Greenstret, un dels fundadors del club. L'origen dels colors, el vermell i el negre, són desconeguts, però una teoria diu que provenen del fet que alguns dels seus primers jugadors eren membres de la segona companyia de bombers de Talca, que lluïen aquells colors.
En els seus més de cent anys d'història, el club no ha aconseguit grans èxits. Els seus títols més destacats són tres campionats de segona divisió. Els seus partits com a local els disputa a l'estadi Fiscal, amb capacitat per uns 17.000 espectadors.

## Palmarès
- 3 Lliga xilena de segona divisió: 1988, 1993, 1997

## Jugadors destacats
- Vicente Cantatore
- Silvio Fernández Dos Santos
- Rubén Gómez
- Ángel Labruna
- Omar Enrique Mallea

## Evolució de l'uniforme
| (1967) | (1973) | (actual) |